# Rafael Calvo Blasco
Rafael Calvo Blasco fue un político español.

## Reseña biográfica
Fue Diputado Provincial de Zaragoza en representación del distrito Daroca-Belchite.
Fue elegido Presidente, por renuncia del anterior Presidente en sesión del 11 de enero de 1924. En la sesión de 20 de enero de 1924 el Gobernador de la Provincia Sanjurjo leyó el R.D. para la constitución de nuevas diputaciones.
Del 11 de enero de 1924 al 20 de enero de 1924 fue Presidente de la Diputación Provincial de Zaragoza.
| Predecesor: Mariano Pin Novella | Presidente de la Diputación Provincial de Zaragoza 11 de enero de 1924 - 20 de enero de 1924 | Sucesor: Antonio Lasierra Purroy |